# Банковский переулок (Москва)
Ба́нковский переу́лок — небольшая улица в центре Москвы в Басманном районе, соединяет Мясницкую улицу и Кривоколенный переулок, проходящие здесь параллельно друг другу.

## Происхождение названия
Название было дано в XIX веке по открывшемуся здесь во второй половине XVIII века Московскому Ассигнационному банку. Вначале переулок назывался Шуваловский — по фамилии домовладельца графа Андрея Петровича Шувалова, первого директора этого банка и сына графа Петра Ивановича Шувалова.

## Описание
Банковский переулок проходит от Мясницкой улицы на юго-восток до Кривоколенного переулка.

## Здания и сооружения
По нечётной стороне:
По чётной стороне:
- № 2/5/22, стр. 1а — Доходный дом с магазином И. Е. и С. И. Сытовых (1873, архитектор В. Ф. Жигардлович; 1930-е), ценный градоформирующий объект[1]
- № 2/5/22, стр. 1б — Доходный дом И. Е. и С. И. Сытовых (2-я пол. XVIII в; 1878; 1895, архитектор А. Н. Кнабе), ценный градоформирующий объект[1]
- № 2/5/22, стр. 2 — Доходное владение И. Е. и С. И. Сытовых (1861), ценный градоформирующий объект[1].
- № 2/5/22, стр. 3 — Фабрика церковной утвари с магазином И. Е. Сытова (1875, архитектор Н. А. Зборчевский; 1896, архитектор А. Н. Кнабе)[1]
- № 2/5/22, стр. 4 — Доходный дом И. Е. и С. И. Сытовых (1900, архитектор А. Н. Кнабе), ценный градоформирующий объект[1]

## Транспорт
Движение по переулку одностороннее, от Мясницкой улицы к Кривоколенному переулку.